# Міжнародна асоціація повітряного транспорту
Міжнародна асоціація повітряного транспорту (ІАТА) (англ. International Air Transport Association, скорочено IATA) — міжнародна торгово-промислова асоціація авіаперевізників. Штаб-квартира знаходиться у Монреалі (Канада). Європейський центр — в Женеві (Швейцарія). ІАТА об`єднує 290 членів з 120 країн та має 115 представництв по всьому світу.

## Історія
ІАТА була заснована 28 серпня 1919 в Гаазі (Нідерланди) як союз авіакомпаній під назвою International Air Traffic Association. Основною метою новоствореної організації було прописання правил для безпечних, регулярних і рентабельних повітряних перевезень людей і вантажів, а також сприяння спільній роботі всіх підприємств, що беруть участь у міжнародних повітряних перевезеннях. Асоціація, організована після Першої світової війни, припинила своє існування під час Другої світової війни.
Спадкоємицею стала створена в квітні 1945 року в Гавані (Куба) International Air Transport Association. На той час вона мала 57 членів з 31 країни, здебільшого з європейських і північноамериканських.
На 2021 рік членами ІАТА є 290 авіакомпаній зі 120 країн світу, які здійснюють 83% усіх міжнародних рейсів.